# 国府町池尻
国府町池尻（こくふちょういけじり）は、徳島県徳島市の町名。南井上地区に属している。郵便番号は779-3116。

## 地理
徳島市の北西部に位置。西は国府町敷地に接する。飯尾川右岸・鮎喰川左岸に位置し、標高5.0〜6.0m。北10度西の方位をもつ名方郡条理地割が残る。
江戸期以前より鮎喰川から取水する以西用水懸りで、南の国府町観音寺から水が入る。南部の国府町観音寺境に国府団地ができたため、住宅地化が進んでいる。

## 歴史
1967年（昭和42年）に名東郡国府町が徳島市に編入し、現在の町名となった。

## 世帯数と人口
2022年（令和4年）9月1日現在の世帯数と人口は以下の通りである。
| 町丁       | 世帯数  | 人口  |
| ---------- | ------- | ----- |
| 国府町池尻 | 262世帯 | 595人 |

## 小・中学校の学区
市立小・中学校に通う場合、学区は以下の通りとなる。
| 番地 | 小学校               | 中学校             |
| ---- | -------------------- | ------------------ |
| 全域 | 徳島市立南井上小学校 | 徳島市立国府中学校 |

一部は徳島市立国府小学校も選択可能である。

## 交通

### 道路
一般国道
- 国道192号

都道府県道
- 徳島県道29号徳島環状線
- 徳島県道206号西黒田中村線

## 施設
- 八幡神社